# Сьенфуэгос (город)
Сьенфуэ́гос (исп. Cienfuegos [sjemˈfweɣos]) — город на Кубе, центр одноимённой провинции.

## Географическое положение
Расположен на берегу Карибского моря, на восточном берегу бухты Сьенфуэгос в 250 км к юго-востоку от Гаваны.

## История
Город основан французскими эмигрантами в 1819 году под названием Фернардина-де-Хагуа (Fernardina de Jagua). Современное название город получил в 1829 году. Часто ошибочно считается переименованным в честь Камило Сьенфуэгоса, на самом деле назван в честь испанского генерал-капитана (губернатора) Кубы Хосе Сьенфуэгоса Ховельяноса.
В 1887—1889 гг. здесь был построен театр «Терри» (архитектор Л. Санчес Мармоль).
После начала испано-американской войны 11 мая 1898 года Сьенфуэгос был с боем занят войсками США. В 1924 году численность населения города составляла 73 480 человек.
В 1925 году на Национальном рабочем конгрессе в Сьенфуэгосе была создана Национальная конфедерация рабочих Кубы.
5 сентября 1956 года в городе Сьенфуэгос началось восстание военно-морского гарнизона против диктатуры Ф. Батисты, но оно было подавлено. В сентябре 1958 года в Сьенфуэгосе началось новое восстание.
После победы Кубинской революции в 1959 году здесь началось развитие промышленности. В октябре 1964 года начал работу завод по производству дизельных двигателей «José Gregorio Martínez». Также была построена зона отдыха «Пунта Горда».
В 1970 году численность населения составляла 85,2 тыс. жителей, город являлся центром химической, пищевой (в том числе, плодоконсервной), табачной, кожевенно-обувной и текстильной промышленности, производства стройматериалов и судостроения. Здесь действовали ТЭС и база флотилии по ловле креветок.
К началу 1980-х годов город представлял собой административный, образовательный и торгово-промышленный центр с населением 100 тыс. человек. В дополнение к предприятиям пищевой отрасли здесь были построены завод по производству азотных удобрений, завод по производству кормовых дрожжей, фабрика по производству глюкозы, рыбоперерабатывающий комбинат, цементный завод, несколько машиностроительных заводов. В это же время началась подготовка к строительству крупнейшего на острове нефтеперерабатывающего завода и первой АЭС.
В 2005 году исторический центр города был внесён в список Всемирного наследия ЮНЕСКО.

## Современное состояние

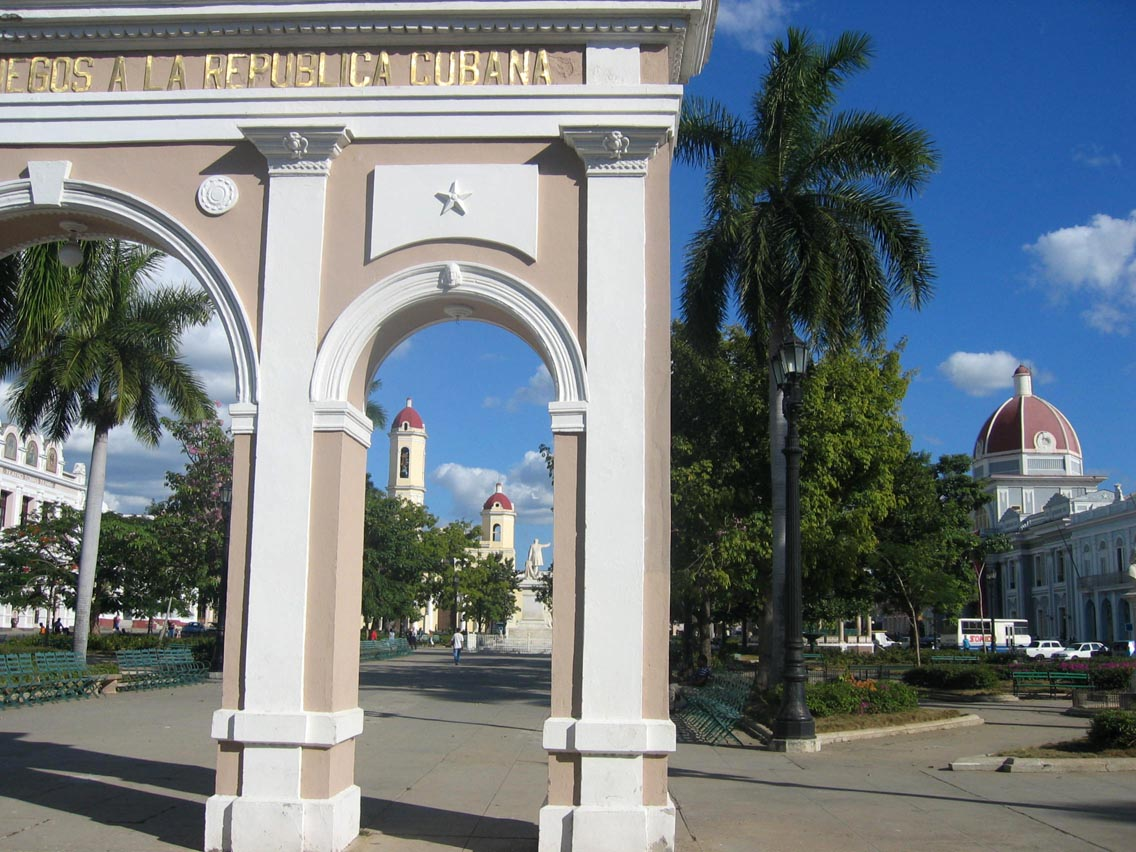
Парк Марти

Современный Сьенфуэгос — крупный морской порт, центр торговли сахаром, табаком и кофе. В городе имеется нефтеперерабатывающий завод.

## Транспорт
- узел автомобильных дорог[1] и станция железной дороги[1].
- морской порт[3][2] (в 1970е годы здесь был построен и введен в эксплуатацию терминал для бестарной отгрузки на корабли сахара-сырца)[1][5]

## Известные уроженцы
- Юдель Морено, кубинский метатель копья, призёр международных соревнований.
- Освальдо Дортикос Торрадо - президент Кубы (1959-1976)